# Lésbia

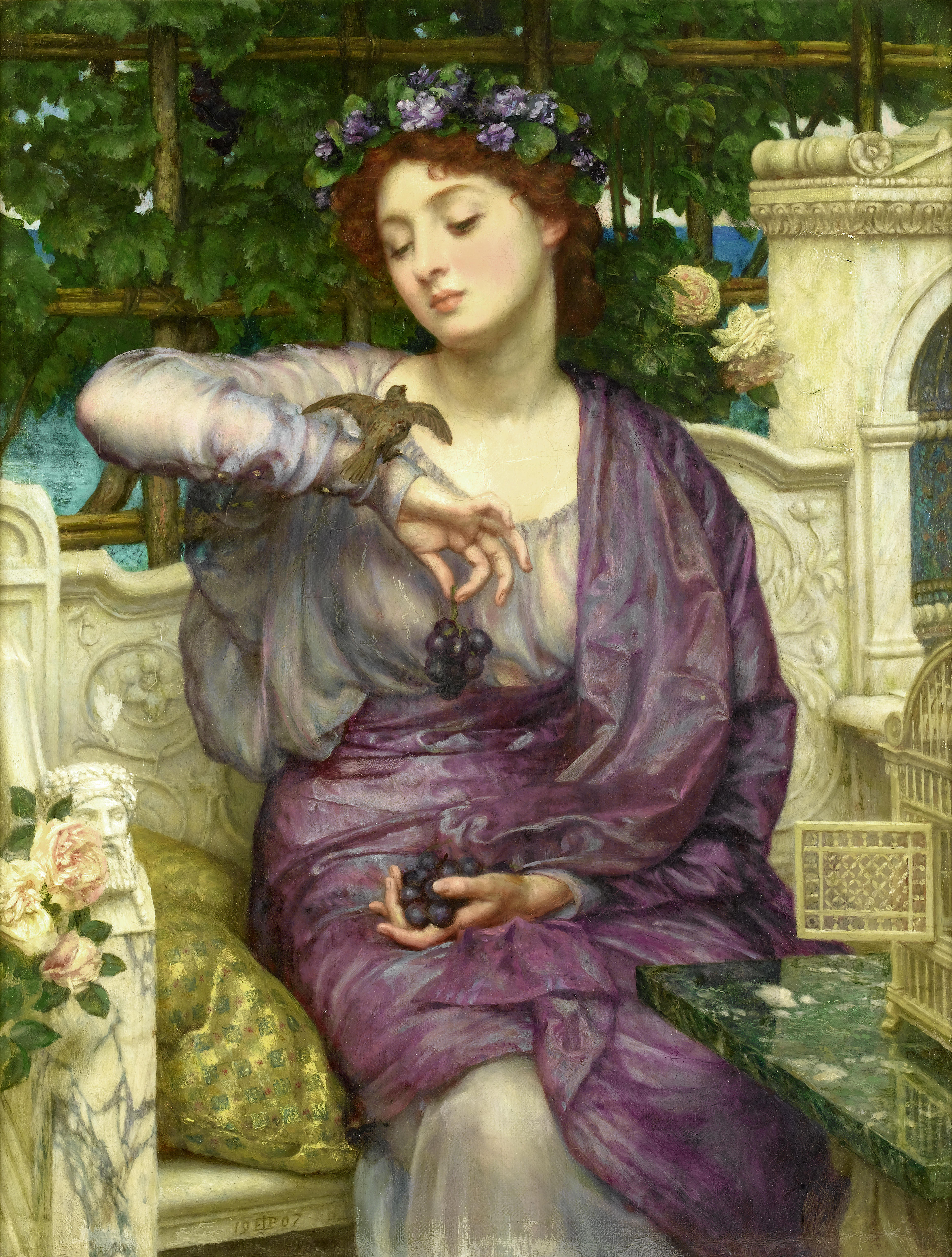
Lesbia e seu pássaro, por Sir Edward John Poynter

Lésbia (Clódia) foi mulher de Quinto Metelo Céler, filha de Ápio Cláudio Pulcro, e irmã mais velha de Públio Clódio Pulcro. Segundo Ovídio, Lésbia era um falsum nomen atribuído por Catulo, que tinha nela uma espécie de inspiração romântica para seus versos.